# Wheeler Crest
Wheeler Crest è un'area non incorporata nella Contea di Mono in California. 
 Geograficamente, l'insediamento è posto sullo Sherwin Grade, che divide la Round Valley nella Contea di Inyo dalla Long Valley nella Contea di Mono..
Secondo il censimento del 2000 il numero di abitanti è di 196 persone. 